# Myrath
Myrath (от арабски: ميراث – „Наследство“) е тунизийска прогресив метъл група, основана през 2001 г.

## История
Групата е създадена през 2001 г. в Езахра под името „X-Tazy“ от китариста Малек Бен Арбия и двама негови приятели: Фахми Шакрун (барабани) и Уалид Исауи (китара), когато са на 14 години. Те канят Захер Бен Хамуида
за басист и Тарек Идуани за вокал. През първите си две години свирят кавъри на блус, хевиметъл и дет метъл групи.
През 2003 г. Елиес Бушуша се присъединява към групата като кийбордист и певец, за да замести Идуани, а Исауи напуска групата. С този нов състав групата участва на концерти, свирейки само кавъри (най-често на американската група Symphony X).
След няколко години започват да създават своя собствена музика в стил прогресив метъл, повлиян от ориенталската музика. През март 2005 г., след множество смени в състава, групата издава албума Double Face, който не е издаван извън Тунис.
През август 2006 г. към групата се включва Анис Жуини, а през декември издават албума Hope, с който стават известни и в чужбина (основно Франция, където албумите им се миксират и завършват и се разпространяват по-лесно).
През юни 2007 г. към Myrath се присъединява певеца Захер Зоргати. Считан за един от най-добрите тунизийски метъл певци, той участва в шестото издание на музикалното шоу Star Academy в Ливан. През 2010 г. издават албума Desert Call, който изстрелва групата на европейската сцена.
През октомври 2011 г. издават Tales of the Sand и го подкрепят, тръгвайки на турне с групи като Dream Theater, HIM, W.A.S.P. и Таря Турунен. През септември 2013 г. обявяват в списание Ролинг Стоун издаването на следващия си албум в началото на 2014 г. Въпреки това, албумът се забавя и излиза чак на 29 февруари 2016 г. под името Legacy. След издаването на албума, групата поема на турне заедно със Symphony X в Европа, свирейки в Париж, Барселона, Мадрид и Мюнхен. На 3 юли 2016 г. свирят на Каварна рок фест.
На интервюта групата твърди, че са силно повлияни от тунизийската си култура и северноафриканско наследство. Засвидетелстват това като включват арабски и тунизийски диалекти в припевите на своите песни.

## Дискография

### Студийни албуми
- Double Face (2005)
- Hope (2007)
- Desert Call (2010)
- Tales of the Sands (2011)
- Legacy (2016)
- Shehili (2019)
- Karma (2024)

## Състав

### Настоящи членове
- Малек Бен Арбия – китара (2001– )
- Елиес Бушуша – клавири, беквокал (2003 – )
- Анис Жуини – бас (2006 – )
- Захер Зоргати – вокали (2007 – )
- Морган Бертет – барабани (2012 – )

### Бивши членове
- Уалид Исауи – китара (2001 – 2003)
- Фахми Шакрун – барабани (2001 – 2004)
- Сайеф Лухиби – барабани (2004 – 2011)
- Ясин Белгит – бас (2004 – 2006)
- Захер Хамудия – бас (2001 – 2004)
- Тарек Идуани – вокали (2001 – 2003)
- Пиуе Десфре – барабани (2011 – 2012)